# Fabian Torsson
Fabian Torsson, med artistnamnet Phat Fabe, född 31 oktober 1964, är en svensk musikproducent.
Torsson har varit producent för bland andra The Ark, Teddybears, Titiyo, Robyn och Bo Kaspers Orkester, och han erhöll en Grammis för Årets producent 2000. Han gjorde även originalmusiken för filmen Förortsungar (2006), för vilket han fick en Guldbagge 2007 för Bästa prestation.
Fabian Torsson är son till Kristina Torsson och Björner Torsson, dotterson till Lena och Mårten Larsson och sondotters son till borgarrådet Yngve Larsson och Elin Bonnier.